# Carré de l’Est
De Carré de l’Est is een Franse kaas afkomstig uit het oosten van het land, met name de departementen Marne, Haute-Marne, Meuse en de Vogezen. De kaas wordt ook wel de Domrémy genoemd.
De Carré de l’Est is een klein witschimmelkaasje. De kaas wordt gemaakt op basis van gepasteuriseerde melk. De kaas heeft een rijpingstijd van ongeveer één maand, tijdens de rijping wordt de kaas regelmatig gekeerd. Resultaat is een kaas met een oranje korst en een zachte binnenkant met een wat steviger kern. De langer gerijpte kazen krijgen een witte donsachtige schimmellaag en worden ook in de kern zacht.